# Major Vieira
Major Vieira là một đô thị thuộc bang Santa Catarina, Brasil. Đô thị này có diện tích 525,988 km², dân số năm 2007 là 6596 người, mật độ 12,5 người/km².